# Vincent de Kort
Vincent de Kort is een Nederlands dirigent.

## Carrière
De Kort studeerde cello bij Dmitri Ferschtman aan het Sweelinck Conservatorium in Amsterdam. Hij maakte deel uit van het European Community Youth Orchestra onder leiding van Claudio Abbado en het European Baroque Orchestra onder leiding van onder anderen William Christie, die hem uitnodigde lid te worden van diens barokorkest Les Arts Florissants in Parijs. Met hen maakte hij vele internationale tournees, speelde jaarlijks op festivals als in Aix-en-Provence en werkte mee aan talrijke cd-opnames.
Het was William Christie die hem aanmoedigde te gaan dirigeren en die hem vroeg zijn assistent te worden bij verschillende operaproducties. Tegelijkertijd studeerde de Kort orkestdirectie bij Ed Spanjaard aan het Koninklijk Conservatorium in Den Haag en zette hij zijn studie voort bij Mariss Jansons in Oslo. Ervaring deed De Kort ook op bij het UvA-Orkest J. Pzn Sweelinck, dat hij leidde van 1989 tot 1997.
In 1995 maakte De Kort zijn debuut bij het Oslo Filharmoniske Orkester en in 1997 werd hij uitgenodigd door Ilya Musin, de pedagoog die dirigenten als Valeri Gergiev en Semyon Bychkov opleidde, om bij hem te komen studeren aan het staatsconservatorium van Sint-Petersburg. In 1997 ook vroeg Bernard Haitink hem zijn assistent te worden bij het European Union Youth Orchestra. Behalve met Haitink werkte hij tevens als assistent met Gennadi Rozjdestvenski.
Zijn doorbraak kwam in 1997 toen hij op het laatste moment in moest vallen voor Rozjdestvenski bij het European Union Youth Orchestra (solist Radu Lupu) in het Amsterdamse Concertgebouw.
Sinds 2016 is De Kort juryvoorzitter van het AVROTROS-televisieprogramma Maestro, juryvoorzitter van het jonge-talentenconcours van het Koninklijk Concertgebouw, juryvoorzitter van de International Malta Conducting Competition, jurylid van de Jensen Vocal Competition in New York. Hij is gastdocent directie aan de European Academy of Fine Arts in Sofia. Hij is regelmatig te gast in de talkshows van Eva Jinek, Jeroen Pauw, Paul Witteman en Humberto Tan om te praten over klassieke muziek.
Orkesten
Onder de orkesten die De Kort dirigeerde zijn de Staatskapelle Dresden, Gewandhausorchester Leipzig, Oslo Philharmonic Orchestra, Orchestre Métropolitain de Montreal, Rotterdams Philharmonisch Orkest, Nederlands Philharmonisch Orkest, Residentie Orkest, Philharmonie Zuidnederland, Metropole Orkest, Sinfonia Varsovia, Brussels Philharmonic, Kungliga Hovkapellet Stockholm, Odense Symphony Orchestra, Mariinsky Orchestra, New Japan Philharmonic Orchestra, Johannesburg Philharmonic Orchestra, KZN PHilharmonic Orchestra Durban, Bochumer Symphoniker, Nordwestdeutsche Philharmonie, Magdeburgische Philharmonie, Württembergisches Kammerorchester Herilbronn, Concertgebouw Kamerorkest, Holland Baroque, European Sinfoniëtta, Hawaii Symphony Orchestra, Bern Symphonie Orchester, Luzern Symphonie Orchester, Zürich Symphony Orchestra, Orchestre Symphonique de Tours, Transylvania Philharmonic, Izmir State Symphony Orchestra, Palestine National Orchestra, Palestine National Youth Orchestra, Amman Symphony Orchestra, Evian Festival Orchestra, Brabants Orkest, Limburgs Symfonie Orkest, Noord Nederlands Orkest, Orkest van het Oosten.
Opera
De Kort is regelmatig te gast bij operahuizen. In 2014 maakte hij, op uitnodiging van Valery Gergiev, zijn debuut bij het Mariinsky Theatre in Sint-Petersburg (Cosi fan tutte gevolgd door La Clemenza di Tito), in 2015 volgde zijn debuut hij bij het Bolshoi Theater in Moskou met een galavoorstelling ter gelegenheid van de 75e verjaardag van Vladimir Vasiliev. Bij de Semperoper Dresden dirigeerde hij La Bohème, Royal Swedish Opera Carmen, Oper Leipzig  Rodolphes Jason et Medée. Bij Scottish Opera dirigeerde de Kort Così fan tutte en Die Zauberflöte, met de Brussels PhilharmonicDon Giovanni in het Concertgebouw Le Nozze di Figaro bij het New National Theatre in Tokio La Clemenza di Tito met de Bochumer Symphoniker, Die Entführung aus dem Serail met de Nordwestdeutsche Philharmonie, Cosi fan tutte bij de Opera van Magdeburg, Il Barbiere di Siviglia bij de Opera de Tours, bij de Nationale Reisopera Die Zauberflöte, Die lustige Witwe en Peter Schats Aap verslaat de Knekelgeest, Jonathan Dove's Siren Song en Les Contes d'Hoffmann bij Hawaii Opera. In Wenen Cosi fan tutte in het Schönbrunn Theater. Hij dirigeerde Aida en Khumalo's Princess Magogo in het Pretoria State Theatre en het Johannesburg Civic, Peter Grimes in het theater Luzern, Bizets La jolie fille de Perth in Bern. In het Russische Staatstheater van Tatarstan dirigeerde hij een breed gevarieerd repertoire waaronder Boris Godunov, La Traviata, Falstaff, Aida, Madama Butterfly, L'Elisir d'amore, Il Barbiere di Siviglia, en Le Nozze di Figaro. Hij dirigeerde tevens de producties Juditha Triumphans (Vivaldi), l'Europe Galante (Campra), The Fairy Queen (Henry Purcell), Carmen (Georges Bizet/Peter Brook), Jan Bus Westerling, Dialogues des Carmélites (Francis Poulenc) en Igor Stravinsky's L'Histoire du soldat in een coproductie van het Residentie Orkest en Theater De Appel.
In 1998 was De Kort medeoprichter van het Opera Festival Alden Biesen in België. Hij was musicdirector van zowel dit zomerfestival als van het kamerorkest European Sinfonietta. Het succes van de festivalproducties Die Entführung aus dem Serail, Don Giovanni, Le Nozze di Figaro en Il barbiere di Siviglia leidde tot uitnodigingen van jaarlijks terugkerende geënsceneerde voorstellingen in Antwerpen, in de open lucht op de Grote Markt in Brussel en in de Robecoserie van het Amsterdamse Concertgebouw. De Kort trad op in het Brighton Festival, Festival di Caracalla in Rome, Bachfestival Leipzig, Edinburgh Festival, Festival d'Evian, Brussels Summer Festival, Trans-Siberian Art Festival, Novosibirsk en het Challiapin Festival in Kazan in Rusland. In 2003 ontving hij een hoge staatsonderscheiding uit handen van de president van de Republiek Tatarstan en in 2021 ontving hij de eremedaille van het Conservatorium van Kiev.

## Publicatie
- Vincent de Kort, Koos de Wit, De magie van de maestro – over de liefde voor dirigeren. Volt, Amsterdam-Antwerpen, 2019, 160 p.